# Kid Abelha - Ao Vivo
Kid Abelha - Ao Vivo é o primeiro álbum ao vivo da banda brasileira de pop rock Kid Abelha e Os Abóboras Selvagens, posteriormente conhecidos apenas como Kid Abelha, lançado originalmente em 1986 pela Warner Music. O álbum vendeu certa de 120 mil cópias, ganhando disco de ouro pela ABPD, marcando o sucesso da canção "Nada Por Mim".

## Informações
Gravado em 27 de setembro de 1986 no Centro de Convenções do Anhembi Parque, na cidade de São Paulo, o show que deu origem ao trabalho teve um público estimado de 20 mil pessoas e foi realizado no mesmo local onde o grupo havia tocado meses antes no Projeto SP. Inicialmente o plano do Kid Abelha era lançar um LP duplo, uma versão apenas com o álbum ao vivo e outra versão que trazia junto um VHS gravado com os melhores momentos do show. Porém houve problemas com as imagens originais da gravação, acabando por ser cancelado o vídeo e lançado apenas um álbum ao vivo com 9 canções divididas em 6 faixas. O lançamento do álbum surgiu como uma alternativa da Warner Music para frear os comentários que a banda chegaria ao fim com a saída de Leoni e para ganhar tempo para a gravação de um novo álbum de estúdio.
A única canção inédita do álbum foi "Nada Por Mim", composta por Paula Toller e Herbert Vianna, gravada antes por Marina Lima, porém as canções receberam novos arranjos, diferentes dos originais, com introduções diferentes e vários instrumentos adicionais. A organização das canções no álbum causaram certa confusão na época, uma vez que "Fixação" e "Lágrimas e chuva", que iniciam o LP, são as últimas canções executadas no show gravado, podendo-se ouvir Paula Toller se despedindo logo na primeira faixa.

## Lista de faixas
| N.º | Título                              | Compositor(es)                                                          | Duração |  |
| 1.  | "Fixação / Lágrimas e Chuva"        | Beni Borja, Leoni, Paula Toller / Bruno Fortunato, George Israel, Leoni | 11:37   |  |
| 2.  | "Nada por Mim"                      | Herbert Vianna, Paula Toller                                            | 4:37    |  |
| 3.  | "Educação Sentimental II"           | Leoni, Herbert Vianna, Paula Toller                                     | 5:16    |  |
| 4.  | "Pintura Íntima / Nada Tanto Assim" | Leoni, Paula Toller / Bruno Fortunato, Leoni                            | 7:35    |  |
| 5.  | "Como Eu Quero / Os Outros"         | Leoni, Paula Toller / Leoni                                             | 10:45   |  |
| 6.  | "Porque Não Eu?"                    | Herbert Vianna, Leoni, Paula Toller                                     | 3:22    |  |

## Ficha técnica

### Banda
- Bruno Fortunato — Guitarra
- George Israel — Sax e Vocais
- Claudinho Infante — bateria
- Paula Toller — Voz

### Músicos
- Claudia Niemeyer — Baixo
- Marcelo Lima — Teclados e Vocais
- Don Harris —  Trompete
- Julio Gamarra —  Percussão

## Vendas e certificações
| País / Certificadora | Certificação | Vendas  |
| -------------------- | ------------ | ------- |
| Brasil (ABPD)        | Ouro         | 120.000 |